# Guerre hammadide-ziride
La guerre hammadide-ziride fut la première d'une série de conflits entre les forces hammadides et zirides. Elle dura de 1014, lorsque Hammad renia son allégeance au calife fatimide et se soumit aux Abbassides, jusqu'à la reconnaissance de l'indépendance hammadide avec le traité entre les deux dynasties au début de l'année 1018,,. La guerre était principalement motivée par les tentatives de l'émir ziride Badis ben Mansur d'affirmer son autorité sur les territoires de Hammad ibn Bologhine, tandis que Hammad cherchait à empêcher l'autorité et le pouvoir zirides de s'étendre au Maghreb central,.
Hammad, ancien lieutenant de longue date des émirs zirides, avait réussi à diviser les tribus Zénètes et à les empêcher d'établir une présence dans le Maghreb central,. Pour ses campagnes victorieuses à l'ouest, Hammad reçut la suzeraineté sur la ville d'Achir, ainsi que sur le Maghreb central, et fut autorisé à construire une ville fortifiée (Kalâa des Béni Hammad) qui servirait de base à ses opérations,. Cependant, cette élévation soudaine de son statut provoqua l'envie et la jalousie de ses ennemis, qui commencèrent à le calomnier et à inciter Badis contre lui,.

## Contexte
La rupture définitive entre Hammad ibn Bologhine et son neveu Badis ben Mansur eut lieu vers 1014. Lorsque le fils de Badis, al-Mansur, fut désigné héritier du trône ziride, Badis tenta de créer une petite principauté au sein du territoire de Hammad pour le nouveau prince héritier. Il exigea que Hammad cède le contrôle des districts de Constantine, Tījis et Qasr al-Ifriqi,. Hammad refusa et, peu après, il retira le nom du calife fatimide de la khutba, le remplaçant par celui du calife abbasside sunnite de Bagdad,. Il entreprit ensuite un massacre des chiites dans ses territoires,. En modifiant ainsi de manière aussi brutale et soudaine le crédo de l'État, Hammad proclamait son indépendance totale vis-à-vis de la cour ziride,. Badis ne pouvait pas laisser un tel défi impuni et mena personnellement une expédition punitive contre son oncle.
Badis consulta Ibrahim ibn Bologhine, qui était également le frère de Hammad. Il lui demanda qui devait remettre la lettre à Hammad. Ibrahim se porta volontaire avec empressement, déclarant : « Notre maître ne trouvera aucun serviteur plus dévoué à son service que moi »,. Il s’engagea à effectuer son voyage en moins de vingt jours. Cependant, un proche de Badis lui conseilla de retenir Ibrahim pour s'assurer de l’obéissance et de la loyauté de Hammad avant d’envoyer la missive. Finalement, Badis dit à Ibrahim : « Va voir ton frère Hammad. Si tu es sincère et tiens tes promesses, alors pars. Sinon, fais ce que tu avais prévu »,. Le 11 avril 1015, Ibrahim quitta la cour en compagnie de Hashim ibn Jaafar, transportant 400 000 dinars d’or, tous ses trésors, hommes et esclaves,. Badis ne s'opposa pas à son départ, car empêcher son voyage avec autant de richesses et de troupes aurait été suspect. En chemin, Hashim ibn Jaafar soupçonna qu’Ibrahim pourrait le trahir en rejoignant son frère. Peu après, Ibrahim prétexta une urgence à Béja, promettant de les rattraper rapidement,.
Dès que Ibrahim atteignit Tamdit, à deux jours de marche de Laribus, il envoya un message à Hammad pour l’informer de ses intentions,. Hammad arriva rapidement avec 30 000 cavaliers. Ensemble, ils unifièrent leurs forces et rompirent leur allégeance,. Lorsqu’Hammad atteignit Béja sur le chemin pour rencontrer Badis, les habitants cherchèrent sa protection, et il leur promit sécurité. Cependant, une fois entré dans la ville, il la pilla, tua ses habitants et s’empara de leurs richesses,. Cet acte envoya un message brutal aux autres cités et devint un obstacle pour Hammad, qui souffrit des conséquences de ses propres politiques. À l’inverse, Badis respecta toujours ses engagements envers ceux qui lui faisaient confiance, ce qui lui attira de nombreux partisans. En conséquence, plusieurs alliés de Hammad, notamment les tribus Zénètes et Sanhadja, l’abandonnèrent,. Lorsqu’Hammad arriva à Achir, sa propre ville où résidait Khalaf al-Himyari, ce dernier lui refusa l’entrée et déclara son allégeance à Badis. Cela démontra encore plus les effets de leurs stratégies opposées,. Hammad se retrouva ainsi isolé et vulnérable, incapable de se fortifier dans une ville qui lui appartenait autrefois,.

## Conséquences
Toutes ces circonstances préparèrent le terrain pour l'issue de la bataille entre Badis et Hammad sur les rives du Chelif. Lorsque Badis traversa le Oued Chelif après avoir pris la ville d’Achir au début de 1015 et affronta Hammad,, ses hommes étaient déterminés à résister ou périr, sachant la cruauté de Hammad envers les captifs. Hammad subit une défaite écrasante, et son armée fut pillée,. Si les troupes de Badis ne s'étaient pas dispersées pour piller, Hammad lui-même n'aurait pas pu s'enfuir,. Le butin et les richesses saisis étaient immenses. Hammad se retrancha ensuite dans la forteresse de Timici, avant de rejoindre son frère cinq jours plus tard à la Kalâa des Béni Hammad. Une fois arrivé, Ibrahim informa son frère du manque de provisions en cas de siège prolongé par Badis. Ils décidèrent alors de mettre à sac la ville de Dkama, située non loin de M'Sila,. La ville s'était déjà soumise à Badis, ce qui provoqua la colère de Hammad. Il fit exécuter trois cents hommes, s'empara de toutes leurs provisions et retourna à sa forteresse,.
Pendant ce temps, Badis poursuivit sa marche vers l'est et arriva à M'Sila le 13 novembre 1015,. Il y reçut un émissaire de son oncle Ibrahim, porteur d’excuses et rappelant à Badis les services passés de Hammad. Cependant, Badis aurait imposé des conditions jugées inacceptables, comme une reddition sans conditions. Il laissa son armée encercler la forteresse et distribua de l'argent à ses soldats pour encourager les désertions dans le camp adverse,. Cette stratégie provoqua la désertion d’une partie des troupes de Hammad, entraînant une pénurie de vivres et une hausse des prix dans la forteresse assiégée. Il semblait alors que Hammad était sur le point d’être vaincu, et que sa dynastie était sur le bord de l’extinction,. Cependant, contre toute attente, Badis mourut subitement en 1016. Il fut remplacé par son fils de huit ans, al-Muizz, car al-Manṣūr était décédé avant son père,. L'armée ziride se retira alors vers Kairouan, permettant à Hammad de récupérer ses territoires perdus,. L’année suivante, Hammad envoya son fils al-Qaid à la cour des Zirides avec des cadeaux, et un traité fut signé maintenant le statu quo. Désormais, les Zirides acceptaient l’existence d’un État Hammadide indépendant dans le Maghreb central, leur terre ancestrale,.

## Traité hammadide-ziride
Près d’une année s’était écoulée depuis le conflit de Hammad avec Kurama, l’oncle d’Al-Muizz ben Badis, à Achir. Profitant de chaque occasion, Hammad parvint à vaincre Kurama lors de la bataille d’Achir (1016), en partie grâce au pillage du trésor de Kurama par ses propres hommes,. Malgré l’avantage numérique de Kurama, qui disposait de sept mille hommes contre seulement mille cinq cents pour Hammad, et le fait que toute la population d’Achir était hostile à ce dernier, Hammad remporta la victoire,. Pendant cette période, al-Muizz se mobilisa pour affronter Hammad le 31 juillet 1017. À ce moment-là, Hammad assiégeait Bagaï après avoir capturé M'Sila et Achir. L’avancée d’al-Muizz força Hammad à se retirer de Bagaï. Les deux camps s'affrontèrent à la fin le 26 août 1017,. En quelques heures, Hammad et ses forces subirent une défaite écrasante. Les troupes d’al-Muizz les submergèrent, capturant leur équipement, richesses et autres possessions. Ibrahim, le frère de Hammad,, fut fait prisonnier, tandis que Hammad, bien que blessé, parvint à s’échapper, et ses hommes se dispersèrent,.
De retour dans sa forteresse, Hammad envoya un émissaire à al-Muizz pour demander pardon et proposer une réconciliation,. Al-Muizz répondit : « Si tu es sincère, envoie-nous ton fils al-Qaid ». Hammad répliqua qu'il enverrait al-Qaid ou viendrait lui-même s'il recevait une lettre de son frère Ibrahim confirmant les assurances d'al-Muizz. Ibrahim arriva, obtint les promesses d'al-Muizz et informa Hammad, exprimant sa gratitude pour la bienveillance d'al-Muizz,. L'historien Abdelhalim Oweis note que plusieurs facteurs ont probablement influencé l'acceptation de l'offre de Hammad par al-Muizz. Le jeune âge de l'Émir, qui n'avait pas encore neuf ans, et les inquiétudes de l'Émir et de ses conseillers quant à la possibilité de faire face à une menace plus grande que Hammad ont probablement joué un rôle,.
Malgré ces considérations, al-Muizz parvint à un accord avec le fils de Hammad, al-Qaid. Selon les termes de l'accord, Hammad reçut le contrôle de M'Sila, Tobna, le Zab, Achir, Tahert et de toutes les nouvelles terres conquises au Maghreb,. Al-Muizz nomma également al-Qaid gouverneur de Tobna, Mers al-Dejaj (près de Zemmouri), les terres des Zouaoua, Magra, Dekma (près de Zaarouria), Belezma et Souk Hamza,. Cet accord ne se limitait pas au simple partage du Maghreb central entre le père et le fils. Il reconnaissait plutôt Hammad comme un souverain indépendant sur M’sila, Tobna, le Zab, Achir et Tahert, ainsi que sur toute région supplémentaire qu'il pourrait conquérir dans le Maghreb central,. Il était prévu qu'al-Qaid succède à son père. Ainsi, l'accord hammadide-ziride établit Hammad comme un émir indépendant dans le Maghreb central, entraînant la division de la tribu Sanhadja en deux États : l'État Ziride en Ifriqiya et l'État Hammadide dans le Maghreb central,,.